# آنوپ منون
آنوپ منون (انگلیسی: Anoop Menon؛ زادهٔ ۳ آگوست ۱۹۷۷) یک هنرپیشه اهل هند است.
از فیلم‌ها یا برنامه‌های تلویزیونی که وی در آن نقش داشته است می‌توان به ۹۱۶، کوکتل، اسطوخودوس، ترافیک اشاره کرد.